# Pamela Badjogo
Pamela Badjogo, née le 3 décembre 1982, est une musicienne, chanteuse et compositrice d'afro jazz gabonaise. Après avoir longtemps vécu à Bamako au Mali, elle réside maintenant à Lyon en France.

## Biographie
Pamela Badjogo grandit à Libreville au Gabon où choriste, elle intervient dans les studios de musique comme le studio Mandarine. Après avoir obtenu une bourse pour son projet d'étude à Bamako, elle dépose ses valises au Mali en 2005 pour continuer ses études en biologie. À Bamako, elle propose ses services de choriste et se fait connaitre notamment par le studio Bogolan. Pamela est choriste sous la conduite de Cheick Tidiane Seck.
En 2007, Badjogo est finaliste de la première édition de l'émission de télé-réalité musicale Case Sanga sur Africable, en remportant la demi-finale face à l'artiste Cheick Siriman Cissoko.
Elle chante également pour des artistes comme Salif Keita, Oumou Sangaré.
Elle entame une carrière solo en 2015 par le single Bô issu de son premier album Mes couleurs. L'année suivante, elle est finaliste du Prix RFI découverte.
Sélectionnée parmi les vedettes programmées pour la clôture de la Coupe d'Afrique des nations de football 2017 qui se joue au Gabon, elle présente l'album Mes couleurs à Libreville le 6 janvier 2017 à l'Institut français du Gabon dans un café concert, avant de se produire à la cérémonie de clôture de la CAN le 5 février 2017.
Elle s'installe ensuite en France, et travaille sur un projet musical, fusion entre le jazz et la world music avec des artistes du Périgord : Guillaume Wilmot, Philippe Éliez et Laurent Facon.
Le 15 février 2019, Pamela Badjogo se produit à Lyon lors de la soirée Une nuit pour 2 500 voix au Palais de la Mutualité à Lyon, une soirée caritative dont le but est de récolter des fonds au profit de la recherche contre le cancer pédiatrique.
Dans le Journal de l'Afrique de TV5 monde du 7 décembre 2019, Pamela annonce la sortie d'un single dénommé NGoka.
C'est le premier single de son deuxième album, Kaba.

## Discographie

### Albums

#### Mes couleurs (2016)
- Mes couleurs est le premier de Pamela Badjogo arrangé par le Français Manjul. Il est chanté en français, en anglais, en bambara et en bakaningui, langue maternelle de l'artiste. L'album est composé de onze titres. Pour cet album Pamela a collaboré avec des artistes comme Zoumana Tereta pour le violon traditionnel, Paco Séry à la batterie. L'album bénéficie de la collaboration également de Cheick Tidiane Seck, le rappeur Penzy ou encore la griotte Babani Koné[11].

##### Tracklist
1. Koulé
2. Try feat Manjul
3. Koumbou
4. Éveil
5. Mes couleurs
6. Bô
7. Initié feat Babani Koné
8. Et moi
9. Bamakool
10. Nzala Mama
11. Bô (remix) feat Penzy

#### Kaba (2021)
- Sortie le 26 février 2021, Kaba signifie le partage fraternel en Nzebi, la langue de son père. Pour mener à bien ce projet, la chanteuse s’entoure de deux artistes influents dans le monde la musique world : - Kwame Yeboah (Ghana- Londres) multi-instrumentiste et arrangeur des 2 albums à succès du légendaire chanteur de high-life Pat Thomas il est aussi depuis 10 ans directeur musical du chanteur anglais et auteur de plusieurs tube Craig David ou encore du légendaire Youssuf Cat Steven.  - Blick Bassy (Cameroun-France) prix sacem 2019 et auteur de l’album 1959 un hommage à son pays le Cameroun. Notons aussi la participation d’artiste tel que Lokua Kanza en coaching vocal, le groupe de chanson française VOLO et Balik du groupe de reggae Danakil, la chanteuse Seba. Fidèle à ses habitudes sa mère est le guide dont elle a besoin pour l’épauler l’écriture de ses textes.

Tracklist
1. Toto
2. Respectez-Nous
3. Kaba
4. NGOKA
5. Ngwo Tsari
6. Petit Caillou
7. Moluma Mê
8. Opera Wè
Quelques mois suivant la sortie de KABA, Pamela Badjogo va se lancer dans une longue tournée internationale à travers l'Europe et le continent africain, On la verra notamment en Belgique au Sfinks festival, au Cap-Vert pour le Kriol Jazz Festival, , en Allemagne sur la scène du Rudolstadt Festival entre autres.
L'album Kaba sera en plus présélectionné pour les nominations à la prestigieuse cérémonie de récompenses américaines des Grammys Awards.
KABA Remix (2023)
Dès le début de l'année 2023 et au milieu de sa tournée, la chanteuse va offrir à ses fans, une série de remix des titres issus de son album Kaba. Elle va donc enchainer les singles en compagnie de plusieurs invités, parmi lesquels, Victor Vagh (connu notamment pour son travail avec la chanteuse Flavia Coelho), la rappeuse Ami Yerewolo, les DJ/Beatmakers Catu Diosis, DANYKAS DJ, Krizbeatz...
Le projet est pensé pour clôturer l'exploitation de l'album Kaba et sortira pour le mois de septembre 2023.
Tracklist
Moluma Me (Catu Diosis Remix) 
Respectez-Nous ft. Ami Yerewolo (Breezy Keyz Remix)
TOTO (Magique Munty Remix)
Moluma Me ft. Black AD (Elisée Sangaré Remix)
KABA (Krizbeatz Remix)
TOTO (Victor Vagh Remix)
Ngwo Tsari (DANYKAS DJ Remix)
YIEH (2024)
Le 17 novembre 2023, Pamela Badjogo présente ''LETONDO''. Porté par un visuel s'inspirant des rituels Bantu recouvrant le deuil, c'est le premier extrait de son 3 ème album ''YIEH'' qui signifie ''Laisser aller'' en langue Bakaningui du Gabon.
Le single LETONDO rentrera dans le ''Afropop Top Videos 2023'' du magazine americain Afropop WolrdWide.
Autour de Paméla, Kwamé YEBOAH (Craig David, Cat Stevens…), Aron Ottignon (Stromaé…) et le gabonais Magique Munty à la production mais aussi des invités internationaux notamment la légende du high-life ghanéen Pat Thomas, la sud-africaine Kelly Khumalo la française Aurélie Raidron et son compatriote, le rappeur gabonais Mc Essone. Un casting éclectique pour raconter une histoire universelle, celle de la résilience.
L'album ''YIEH'' sera surtout marqué par un concert et une sortie en grande pompe le 2 février 2024 au Gabon à qui, elle réservera une exclusivité de deux semaines via la plateforme gabonaise de vente de musique en ligne Gstoremusic, offrant ainsi à sa terre natale la primeur de ce disque. Le public gabonais répondra présent et la chanteuse sera le sujet culturel principal pendant 1 mois.
À travers "YIEH", Pamela Badjogo poursuit son exploration de la vie, de l'amour et de son héritage culturel. La princesse Bantu est définitivement de retour.
YIEH sort officiellement le 16 février 2024 sur toutes les plateformes de streaming et rentre en playlist sur France Inter et RFI
Juste après cette sortie, Paméla se lancera dans une tournée algérienne tres remarquée et plébiscité par la presse avant de continuer sur sa tournée mondiale YIEH LIVE TOUR.
Tracklist
Tama Tama
Tounka
YIEH
LETONDO
Lobamono (feat. Aurélie Raidron)
Dans mon agenda (feat. MC Essone)
Aimer (feat. Pat Thomas)
Mama mê
Polyphonie (feat. Kelly Khumalo)
Petite femme

## Engagements
Au-delà de la musique Pamela est très engagée pour la cause de la femme, dans ses chansons ou sur scène elle a à cœur de dénoncer les oppressions que subissent les petites filles et les femmes au quotidien. Elle est porte-parole des « Fées-ministres » un collectif qui soutient les femmes souhaitant engager des poursuites judiciaires à la suite d'agressions domestiques en France.
Elle est présidente du collectif "Moussoya yé kobayé" qu'elle co-fonde avec la rappeuse malienne Ami Yerewolo. .
En février 2017, elle prête sa voix pour la lutte contre le cancer aux côtés de Josey, Rokia Traoré, Charlotte Dipanda et Coumba Gawlo Seck  sur la chanson Pour nos soeurs et pour nos mères.
De 2017 à 2018 elle est porte-parole du collectif Les Amazones d’Afrique. Depuis 2016 elle est marraine de l’école associative Karama, une association qui scolarise les enfants des rives du fleuve Niger au Mali.
Le 25 janvier 2018, au Cameroun, Pamela Badjogo anime à Douala, aux côtés d'autres personnalités influentes comme Sally Nyolo, un atelier sur l'autonomisation des femmes.

## Collaborations / featuring
- 2007 : Elle apparait sur l'album de la comédie musicale KIRIKOU
- 2009 : Entend-il ? en collaboration avec Didier Awadi
- 2011 : Elle apparait sur l'album Tout Commence à Niani dU GROUPE DE World/Reggae SUNDYATA
- 2017 : Pour nos sœurs et pour nos mères avec Josey de la Côte d'Ivoire, Rokia Traoré du Mali, Charlotte Dipanda  du Cameroun et Coumba Gawlo Seck du Sénégal.
- 2023 : Elle apparait sur l'album "L'Œil" du rappeur Koba Building sur la chanson "Entété".

## Concerts Evenements
- Février 2019 : Une nuit pour 2 500 voix, Palais de la Mutualité, Lyon, France[8]
- Février 2017 : clôture de la Coupe d'Afrique des nations de football 2017, Libreville, Gabon[22]
- Avril 2017 : Concert des artistes luttant contre les violences basées sur le genre soutenue par l'ambassade du Canada et ONU Femmes au Mali avec Rokia Traoré, la rappeuse Ami Yerewolo, Doussou Bagayoko

## Prix et distinctions
- 2022 : Elle est lauréate du Prix des Musiques d'ICI  (France)